# باول غلين
باول غلين (بالإنجليزية: Paul Glynn)‏ هو كاتب أسترالي، ولد في 1928.